# Гемиола

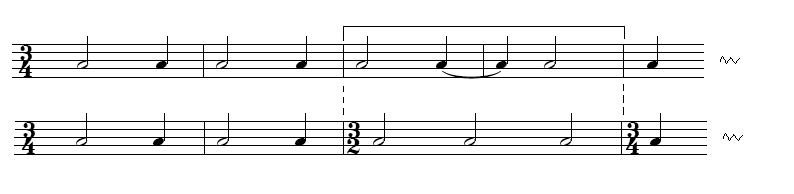
Схема гемиолы

Пример гемиолы из Сонаты № 12 Моцарта

Гемиола (др.-греч. ἡμιόλιος — полуторный) или (лат. sesquialtera — полтора) — в музыке ритмический приём, при котором трёхдольный метр изменяется на двудольный путём переноса акцентов в такте. 

## Краткая характеристика
Структура такта 3/4
> − − | > − − | > − − | > − − | >
С гемиолой
> − − | > − − | > − > | − > − | >

Этот приём был распространён в XV веке, употреблялся и позже, особенно для укрупнения ритмического движения в заключительных разделах, перед финальным кадансом.